# Pherbellia limbata
Pherbellia limbata är en tvåvingeart som först beskrevs av Johann Wilhelm Meigen 1830.  Pherbellia limbata ingår i släktet Pherbellia och familjen kärrflugor. Inga underarter finns listade i Catalogue of Life.